# Bylong River
Der Bylong River ist ein Fluss im Osten des australischen Bundesstaates New South Wales.
Er entspringt am Goat Mountain östlich von Mudgee. Von dort fließt er nach Osten und mündet im Goulburn-River-Nationalpark bei Meads Crossing in den Goulburn River.

## Nebenflüsse mit Mündungshöhen
- Reedy Creek – 508 m
- Wattle Creek – 343 m
- Cousins Creek – 289 m
- Lee Creek – 266 m
- Growee River – 254 m
- Dry Creek – 248 m
- Coggan Creek – 223 m[1]